# メグズ郡 (オハイオ州)
メグズ郡（メグズぐん、英: Meigs County）は、アメリカ合衆国オハイオ州にある郡である。2010年の国勢調査によると、郡内の人口は23,770人であり、2000年と比して698人 (3.0%) 増となっている。郡庁所在地はポメロイ。郡名は第4代オハイオ州知事リターン・J・メグズ・ジュニアにちなんだものである。

## 地理
2010年の国勢調査によると、郡の総面積は1,121.5km²である。このうち陸地が1,114.0km²（総面積比99.33%）、水域が7.5km²（総面積比0.67%）である。オハイオ川が郡東部から南部にかけての境界線となっている。
メグズ郡は、アパラチア山脈地帯の一部であるアパラチア高原に広がっている。山脈中の高地の例に漏れず、その地勢は起伏が激しい。高いところでは北西部の海抜298メートル、低いところでは中南部のオハイオ川沿岸地域の163メートルと、高低差がある。郡の大部分は、オハイオ川の支流であるシェイド川およびリーディング・クリークの流域である。郡の北西端にはラクーン・クリークが流れている。
19世紀後半以来炭鉱が主要な産業となっている。露天炭鉱、地下炭鉱ともに存在したが、そのほとんどが1990年代までに操業を停止した。郡の景観には、炭鉱産業の影響が今日もまだ見られる状態である。高い土壁やボタ山など、採掘の過程で人為的に形成された地形が、当時のまま残されている。

### 隣接する郡
- アセンズ郡（北）
- ウッド郡 (ウェストバージニア州)（北東）
- ジャクソン郡 (ウェストバージニア州)（東）
- メイソン郡 (ウェストバージニア州)（南東）
- ガリア郡（南西）
- ビントン郡（西）

### 気候
メグズ郡の気候は湿潤大陸性気候に分類されると考えられている。夏は蒸し暑く、冬は冷え込み雨雪も多い。年間平均降水量は1,041mmで、特に集中する月はない。7月の平均最高気温は摂氏25度前後で、平均最低気温は摂氏15度強である。夏場に摂氏32度を越えるのは珍しくない。1月の平均最高気温は摂氏5度前後で、平均最低気温は氷点下5度前後である。ほぼ毎年、氷点下17度（華氏0度）前後、ときにはそれ以下を記録する日がある。年間平均降雪量は500mmから630mmで、11月下旬から4月第1週まで続く。
オハイオ川周辺の渓谷地帯は、河川の影響による微小気候下にあり、他の地域と比べて寒暖の差が小さく、このため、植物の成長期も長く続く傾向がある。他の微小気候地域としては、郡中に点在する小渓谷の、寒気溜りと呼ばれる地域がある。ここでの夜間の気温は、たびたび周辺地域よりも低くなる。

## 人口統計
2000年の国勢調査当時、郡内には23,072人、9,234世帯、6,574家族が居住している。人口密度は21人/km²である。10,782戸の家屋があり、家屋密度は10戸/km²である。人種別に人口分布を見ると、白人が97.73%、黒人またはアフリカ系が0.69%、先住民が0.27%、アジア系が0.10%、その他0.25%、混血が0.96%である。ヒスパニック系またはラテン系は0.6%を占める。
9,234世帯中、18歳未満の子供を含む世帯は31.20%、夫婦が同居する世帯は56.90%、配偶者のいない女性を世帯主とする世帯が10.00%、家族でない世帯が28.80%である。全世帯のうち25.00%が単身世帯であり、65歳以上の独居世帯が11.70%である。1世帯の平均人数は2.47人で、1家族の平均人数は2.94人である。
世代別の人口分布を見ると、18歳未満が23.90%、18歳以上24歳以下が8.40%、25歳以上44歳以下が27.70%、45際以上64歳以下が25.20%、65歳以上が14.80%という構成になっている。中央値年齢は39歳である。女性100人あたりの男性は94.70人で、18歳以上の女性100人あたり男性は92.80人である。
世帯当たりの平均年収は27,287ドルであり、家族あたりの平均年収は33,071ドルである。男女別に見ると、男性30,821ドルに対し、女性19,621ドルとなっている。一人当たりの収入は13,848ドルである。14.30%の家族および19.80%の個人が貧困線を下回っている。ここには18歳未満の26.30%および65歳以上の14.50%が含まれる。

## 教育機関
- メグズ・エレメンタリースクール
- メグズ・ミドルスクール
- メグズ・ハイスクール（ポメロイ）
- イースタン・ハイスクール（リーズビル）
- サザン・ハイスクール（ラシーン）

## 自治体

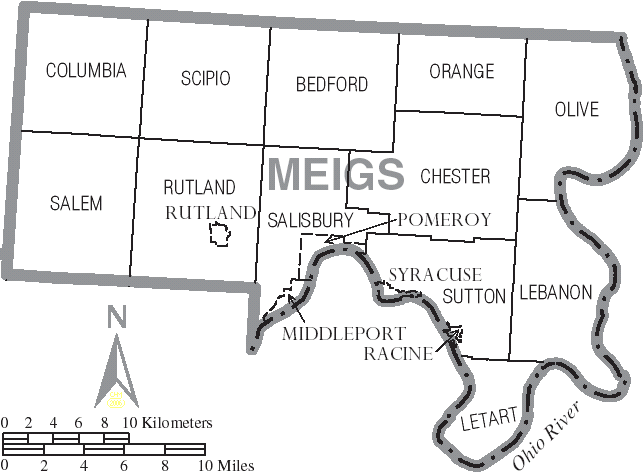
メグズ郡の地図。郡区と自治体を示す。

### 村
| - ミドルポート - ポメロイ - ラシーン | - ラットランド - シラキューズ |

### 郡区
| - ベドフォード郡区 - チェスター郡区 - コロンビア郡区 - レバノン郡区 | - レタート郡区 - オリーブ郡区 - オレンジ郡区 - ラットランド郡区 | - セーレム郡区 - ソールズベリー郡区 - シピオ郡区 - サットン郡区 |

### 法人化されていないコミュニティ
| - チェスター - ダーウィン - ラングスビル - ロングボトム | - ポートランド - リーズビル - タッパーズブレインズ |

## 保護区
- フォークトラン州立公園
- シェイドリバー州立公園

## 出身有名人
- ベニー・カウフ（プロ野球選手）
- アンブローズ・ビアス（作家）